# J.E. Smith Stone Duplex
De J.E. Smith Stone Duplex was een gebouw met het adres 415 Florence Avenue in Tonopah in de Amerikaanse staat Nevada. Het gebouw werd op 26 juli 1982 opgenomen als monument in het National Register of Historic Places vanwege de architectuur van het gebouw. Het monumentennummer was 82003245. De J.E. Smith Stone Duplex werd in 1993 echter gesloopt en werd op 13 oktober 2000 uit het monumentenregister verwijderd.